# هيلموت ديجين
هيلموت ديجين (بالألمانية: Helmut Degen)‏ (و. 1911 – 1995 م) هو ملحن، وأستاذ جامعي ألماني، توفي في تروسينغن، عن عمر يناهز 84 عاماً.

## وصلات خارجية
- هيلموت ديجين على موقع IMDb (الإنجليزية)

- هيلموت ديجين في قاعدة بيانات الأفلام على الإنترنت